# Vaiana
A Vaiana (eredeti cím: Moana) 2016-ban bemutatott amerikai 3D-s számítógépes animációs film, az 56. Disney-film. A film rendezői Ron Clements és John Musker, társrendezői Don Hall és Chris Williams. Az animációs játékfilm producere Osnat Shurer. A forgatókönyvet Jared Bush, Pamela Ribon, Aaron Kandell és Jordan Kandell írta, a zenéjét Opetaia Foa’i, Mark Mancina és Lin-Manuel Miranda szerezte. A mozifilm a Walt Disney Pictures és a Walt Disney Animation Studios gyártásában készült, a Walt Disney Studios Motion Pictures forgalmazásában jelent meg. Műfaja zenés kalandfilm. Amerikában 2016. november 23-án, míg Magyarországon 8 nappal később, december 1-jén mutatták be a mozikban.
A történet fő alakja Moana (európai országokban Vaiana), egy polinéziai törzsfőnök erős akaratú lánya, akit az óceán maga választott ki arra, hogy visszajuttassa egy mitikus istennő elveszett szívét, ami egy apró, zöld kő. Amikor a törzs halászai fogás nélkül térnek vissza és a kókusztermés is megromlik, Vaiana nekilát, hogy megkeresse Mauit, a legendás félistent, akinek feladata, hogy visszaadja az istennőnek a szívet, és ezzel megmentse a népét az éhenhalástól.

## Cselekmény
|  | Alább a cselekmény részletei következnek! |

Vaiana nagymamája egy ősi, ijesztő történetet mesél az előtte lévő apróságoknak. Ekkor Vaiana még totyogós kisgyerek. A történetben a sziget istennője, Te Fiti szívét ellopta a tenger és a szél félistene, Maui, hogy azt odaadja az embereknek. Azonban útközben megtámadja őt Te Kā, egy lávaszörny, és a harc közben Maui elveszíti félisteni hatalmát biztosító kampóját és Te Fiti szívét a tengerben.
Később, Vaiana bemerészkedik az óceánba, ami alázatosan visszahúzódik és megnyílik előtte, mintegy vízfalat alkotva. Vaiana egy polinéziai törzsfőnök egyetlen gyermeke, akik a Motunui nevű szigeten élnek. Az óceán egy apró, zöld követ pottyant a gyermek kezébe, aki elejti a követ, amikor apja, Tui utánarohan és féltő gonddal felkapja a levegőbe. Tui ragaszkodik hozzá, hogy a törzs hagyományai szerint nem szabad a sziget határait jelző zátonyon túl merészkedni, mert a sziget mindent biztosít a számukra.
Évekkel később azonban a kókusztermés megromlik, és a halászok is üres kézzel jönnek vissza a lagúnából, ahol már nincsenek halak, ezért nem fogtak semmit. Vaiana javasolja az apjának, hogy a zátonyon túl is kellene halászniuk, de az kereken visszautasítja.
Vaiana nagymamája, Tala mutat neki egy titkos barlangot a vízesés mögött, ahol Vaiana hatalmas polinéziai hajókat lát, és amikor megüt egy dobot, megelevenedik előtte a múlt, amikor ősei a távoli vizekről erre a szigetre hajóztak. Tala elmeséli neki, hogy azért hagytak fel a hajózással, mert Maui ellopta Te Fiti szívét, és azután szörnyek jelentek meg a tengerben. Tala elmondja azt is, hogy Te Kā hatására egyre terjed a sötétség szigetről szigetre, és mindenhová pusztulást visz magával. Tala váratlanul visszaadja Vaianának Te Fiti szívét, amit kiskorában elejtett, ő azonban megőrizte neki.
Tala már nagyon öreg és lebetegszik. Halálos ágyán azt suttogja unokájának, hogy vigye magával a szívet és szálljon tengerre. Megnyugtatja, hogy mindig a közelében lesz, mert halála után majd rája alakját ölti magára.
Vaiana anyja segítségével élelmiszert szed össze, és magával viszi egy proa hajóra kissé bolond kakasát, aki a Heihei nevet viseli (a filmben időnként tyúknak nevezik), hogy felkeresse Mauit. Nagyanyja szerint az égbolton látható, kampó alakú csillagalakzat útba fogja igazítani. Egy tengeri vihar felborítja a hajót, Vaiana a vízbe esik és egy kopár sziget partján tér magához. Itt él Maui, aki tréfálkozik vele, csapdába csalja, és bezárja egy barlangba, hogy elmehessen Vaiana hajójával megkeresni a kampóját. Vaiana azonban felmászik egy kürtőn, kiszabadul és az óceán segítségével utoléri a menekülő Mauit, aki belátja, hogy kénytelen magával vinni a lányt (de előbb többször megpróbálja vízbe dobni). Vaiana próbálja rábeszélni Mauit, hogy vigye vissza a szívet, mert ezzel segítene az embereken, Maui azonban önzőnek bizonyul, és csak a saját, varázserőt adó kampója érdekli, amivel alakváltó tulajdonsága érvényesül és ezzel különféle állatok alakját veheti fel. Maui azért is utasítja el a javaslatot, mert az szerinte magához vonzza a szörnyeket.
Értelmes, de ártalmas, Kakamora kókusz-kalózok támadják meg őket, akik megpróbálják ellopni tőlük a szívet, de sikerül visszaszerezniük, és elmenekülnek. Maui beleegyezik, hogy visszavigye a szívet, ha előbb megszerzik a kampót. Ennek helye a Lalotai nevű alvilág, a szörnyek birodalma. Ide egyedül akar lemenni, de Vaiana követi. Megtalálják a kampót Tamatoa, egy óriásira nőtt rákfajta hátán, ahol az kincseket halmozott fel.
Maui elkezdni tanítani Vaianát a hajózás és a navigáció megfelelő módjára (mivel a lány ragaszkodik hozzá, hogy tanítsa).
Megérkeznek Te Fiti szigetéhez, ahol Te Kā, a lávaszörny megtámadja őket. Maui kampója komoly sérülést szenved, így Maui nem akar újabb harcba bocsátkozni és otthagyja Vaianát. Vaiana arra kéri az óceánt, vegye vissza a követ és bízzon meg valaki mást a feladattal. Ekkor a hajón megjelenik nagyanyja szelleme testi valójában és bátorítja a lányt. Vaiana újból magához veszi a követ. Maui meggondolja magát és visszatér, hogy elterelje a lávadémon figyelmét, azonban az újabb harcban a kampója eltörik. Vaiana közben rájön, hogy Te Kā valójában Te Fiti, de a szíve nélkül, ezért azt kéri az óceántól, hogy nyíljon meg a szörny előtt, hogy az oda tudjon menni hozzá (a teste izzó anyagból áll, de ha víz éri, akkor megszilárdul, ami a szörnyet kellemetlenül érinti). Közben Vaiana énekel neki, amivel ráébreszti, hogy valójában ki is ő. Amikor az megszelídült szörny odaér, egymáshoz érintik a homlokukat, és a szörny teste kialszik és megszilárdul. Vaiana a szörny testén lévő spirálba illeszti a „követ” (vagyis a szívet). Erre az gyökeresen átalakul és felveszi Te Fiti zöld lombokkal borított alakját. A kopár környezet is kivirágzik körülötte. Te Fiti megajándékozza őket egy új hajóval, Mauit pedig egy új kampóval. Majd Te Fiti lefekszik és csak hatalmas emberi alakja marad meg egy hegylánc formájában.
Vaiana elbúcsúzik Mauitól, aki sas alakjában elrepül. Vaiana visszatér a népéhez és szüleihez, ahol közben szintén megújult a természet. Vaiana lesz az új törzsfőnök (erre már kis kora óta felkészítették) és a törzs újból nekivág a tengernek a barlangból előhozott hajókon.

## Szereplők
- Vaiana: A csodálatos Motunui szigeten felnevelkedett, 16 éves polinéz lány, a törzsfőnök lánya, egyben a sziget jövendőbeli vezetője. Egészen kiskorától erre a szerepre készül, ám Vaiana nem érzi, hogy alkalmas lenne a feladatra. Ám, amikor az otthonát és a népét nagy veszély fenyegeti, Vaianának le kell küzdenie a félelmeit, és rettenthetetlen küldetésre kell vállalkoznia, hogy megkeresse a legendás félistent, Mauit, együtt áthajózzák az óceánt, és visszajuttassák Te Fiti istennő szívét, és megmentsék a világot. Az út során pedig Vaiana nemcsak a népe megmentéséért küzd, de egyben azért is, hogy rátaláljon a saját identitására. Az alkotók majdnem egy éven át kerestek neki megfelelő hangot, mígnem végül a tehetséges, szintén polinéz származású Auli'i Cravalho-t választották ki. A fiatal lány bemutatkozását a médiába, illetve közreműködését a filmhez, a Disney a saját YouTube-csatornájára feltöltött videóban mutatta be. Cravalho megismételte szerepét a film hawaii nyelvű szinkronjában.[2][3]
- Maui: Legendás félisten, a szél és a tenger ura. Emberi szülők elvetett gyereke, akit az istenek magukhoz ragadtak, és megajándékozták egy varázserejű kampóval, mely felruházta őt a hihetetlen erő és az alakváltás képességével. Rátarti és önfejű egyéniség, aki hőstetteit legtöbbször a saját dicsőségére teszi. Vaiana felbukkanásáig egy szigeten él, büntetésül, amiért elrabolta Te Fiti szívét. Hogy helyre hozza a hibáját, szüksége van Vaiana segítségére, egyúttal arra is, hogy megtanulja, hogy az igazi hőst nem az isteni erő teszi; hogy milyen hős válik belőle, az egyedül rajta áll. Maui hőstetteit a testét borító tetoválások ábrázolják (melyek akkor bukkantak fel, ha ő kiérdemli), köztük pedig szerepel egy róla készült, kicsinyített más is, "Mini Maui", aki egy külön személyiség és a félisten lelkiismereteként szolgál. Érdekesség, hogy a szereplő szinkronjának nem tartottak válogatást; a kezdetektől fogva Dwayne Johnsonnak szánták a szerepet.[4]
- Tala nagyi: Vaiana apai ágú nagymamája. A karaktere a tipikus "bölcs bolond" vagy "bolondosan bölcs" sémára épül. Ő segít megismertetni Vaianával a népe múltját és hagyományait, egyben ő az, aki támogatja Vaianát, hogy teljesítse be a neki szánt küldetést, és keljen útra, hogy megtalálja Mauit. Bár a film elején meghal, személyisége és tanácsai nagyon fontos szerepet játszanak Vaiana küldetésében, és amikor unokájának a legnagyobb szüksége van rá, visszatér szellem alakban, hogy erőt öntsön belé.
- Tui főnök: Vaiana apja, és Motonui népének törzsfőnöke, aki eme tisztséget a lányának kívánja majd továbbadni. Túlságosan óvja a népét és a saját családját a szigeten túli veszedelmek ellen, ám amikor az éhhalál és a teljes pusztulás fenyegeti őket, rá kell ébrednie, hogy a túlélésük érdekében kockáztatni kell.
- Sina: Tui felesége, és Vaiana édesanyja. Mindig a lánya mellett áll, akármi is történjék, és bár ő is meg akarja védeni őt a rá leselkedő veszélyektől, értékeli a lánya kalandvágyó természetét, igyekszik érzelmi támogatást nyújtani, ha a szükség úgy hozza.
- Te Fiti/Te Kā: A teremtés istennője, aki évmilliókkal ezelőtt kiemelkedett az óceánból, és megteremtette a földet, és a természet, melyet azóta is éberen őrzi. Ám, amikor Maui ellopta a szívét, Te Fiti elvesztette kedves, gyöngéd, adakozó személyiségét, és átalakult Te Kā-vá, egy kegyetlen, bosszúszomjas szörnyeteggé, akit tűz és láva alkot. Eltorzult, érzelemmentes árnyékaként a korábbi önmagának, Te Kā fő célja, hogy sötétséget, és pusztulást hozzon a Földre, mely által a történet fő antagonistájaként szolgál. Az ő legyőzése és visszaváltoztatása valódi önmagává a film fő konfliktusa.
- Tamatoa: A film másodlagos antagonistája, egy gigantikus méretű, kleptomániás, szadista hajlamú rák, aki egykor ellopta Maui varázserejű kampóját, melyet Mauinak Vaiana segítségével vissza kell szereznie, hogy visszanyerje félisteni alakváltó képességét.
- Heihei: Vaiana kakasa, és házikedvence, aki véletlenül felszökken Vaiana kenujára, így vele tart az utazása során. Végeláthatatlan ostobasága miatt komikus karakter. Ron Clements rendező úgy jellemezte őt, hogy a "legbutább karakter a Disney filmek történetében".
- Óceán: Nem hivatalos szerep, de mivel a film során úgy viselkedik, mint élő egyéniség, így említésre méltó. Ő választja ki Vaianát még egészen totyogó korában, hogy ha majd felnő, ő juttassa vissza Te Fiti szívét a jogos helyére. Küldetése során igyekszik segíteni a lányt, amiben csak lehet, főleg Maui makacssága az, amivel szemben Vaiana pártját kell fognia.

## Szereposztás

### Mellékszereplők
- További magyar hangok: Ferenczi Zerind, Füredi Nikolett, Galiotti Barbara, Gardi Tamás, Grúber Zita, Kobela Kíra, Molnár Kristóf, Pintér Mónika, Szalay Csongor, Vámos Mónika
- Énekhangok: Bebe, Koós Réka, Kovács Veronika Rita, Magyar Bálint, Nádasi Veronika, Szabó Máté, Szentirmai Zsolt

## Címváltoztatás
A film címe, egyben a főszereplő neve, eredetileg Moana, amely polinéziaiul óceánt jelent. Azonban a Moana számtalan országban (főleg Európa jelentős részein) már egy levédett márka vagy név. Romániában például egy trópusi ízű jégkrémet neveztek el így, míg Olaszországban egy felnőttfilmszínésznő viseli ezt a nevet (olaszul a film címe ezért is lett Oceania). A jogi botrányok elkerülése érdekében a Disney a film címét nemzetközileg változtatta meg Vaianára, amely bizonyos polinéziai nyelvjárásokban, főleg Tahitinál vizet jelent, így túl nagy különbségét a főszereplő nevének szempontjából nem okozott.
Az érintett országokban nem csak a címet és a főszereplő nevét változtatták meg, de az ott vetített angol nyelvű kópiák kedvéért a film bizonyos mondatait is újra felvették a lány nevét kimondó színészekkel úgy, hogy "Vaiana"-t mondanak. Így aki ezekben az országokban (pl. Magyarországon) váltott jegyet a filmre/vásárolja meg a filmet, és az eredeti nyelvű megtekintést választja, az pl. Dwayne Johnson, Auli'i Cravalho vagy Temuera Morrison által kimondva azt hallhatja, hogy "Vaiana". (Ezt pl. a Disney svájci YouTube-csatornájára feltöltött angol nyelvű előzetesben meg is lehet hallgatni.)

## Televíziós megjelenések
- HBO, HBO 2, HBO 3, Film Now
- Film+, RTL Klub

## Filmzene
számcím-(előadó)
- 1.	Tulou Tagaloa (Olivia Foa'i)
- 2.	An Innocent Warrior (Matthew Ineleo and Sulata Foai-Amiatu and Vai Mahina)
- 3.	Where You Are (Auli'i Cravalho and Christopher Jackson and Louise Bush and Nicole Scherzinger and Rachel House)
- 4.	How Far I'll Go (Auli'i Cravalho)
- 5.	We Know The Way (Lin-Manuel Miranda and Opetaia Foa'i)
- 6.	How Far I'll Go (Reprise) (Auli'i Cravalho)
- 7.	You're Welcome (Dwayne Johnson)
- 8.	Shiny (Jemaine Clement)
- 9.	Logo Te Pate (Olivia Foa'i and Opetaia Foa'i and Talaga Steve Sale)
- 10.	I Am Moana (Song of the Ancestors) (Auli'i Cravalho and Rachel House)
- 11.	Know Who You Are (Auli'i Cravalho and Matthew Ineleo and Olivia Foa'i and Opetaia Foa'i and Vai Mahina)
- 12.	We Know The Way (Finale) (Lin-Manuel Miranda and Opetaia Foa'i)
- 13.	How Far I'll Go (Alessia Cara Version) (Alessia Cara)
- 14.	You're Welcome (Jordan Fisher/Lin-Manuel Miranda Version) [feat. Lin-Manuel Miranda] (Jordan Fisher)
- 15.	Prologue
- 16.	He Was You
- 17.	Village Crazy Lady
- 18.	Cavern
- 19.	The Ocean Chose You
- 20.	The Hook
- 21.	Untitled Track 21
- 22.	Battle of Wills
- 23.	Kakamora
- 24.	Wayfinding
- 25.	Climbing
- 26.	Tamatoa's Lair
- 27.	Great Escape
- 28.	If I Were the Ocean
- 29.	Te Ka Attacks
- 30.	Maui Leaves
- 31.	Heartache
- 32.	Untitled Track 32
- 33.	Sails to Te Fiti
- 34.	Shiny Heart
- 35.	Untitled Track 35
- 36.	Hand of a God
- 37.	Voyager Tagaloa
- 38.	Toe Feiloa'i
- 39.	Navigating Home
- 40.	The Return to Voyaging[6]